# Kathedraal van Poitiers
De Sint-Pieterskathedraal van Poitiers (Frans: Cathédrale Saint-Pierre de Poitiers) is de hoofdkerk van het aartsbisdom Poitiers. De, buiten de 15e-eeuwse torens grotendeels van 1166 tot 1271 gebouwde, gotische kathedraal met opmerkelijke omvang staat in het stadscentrum en werd in 1912 tot basilica minor verheven. In haar onmiddellijke nabijheid is het baptisterium van Sint-Johannes te vinden.

## Geschiedenis
Toen in het jaar 1166 met de bouw werd begonnen, bestond het bisdom Poitiers uit ongeveer 1200 parochies. Rond deze tijd was Eleonore van Aquitanië 44 jaar oud en inmiddels meer dan 10 jaar koningin van Engeland. In het jaar van de eerstesteenlegging bracht ze haar 10e kind, Jan Zonder Land, ter wereld en woonde ze in haar slot in Poitiers, dat door haar tot een centrum van hofleven werd ontwikkeld.

## Architectuur

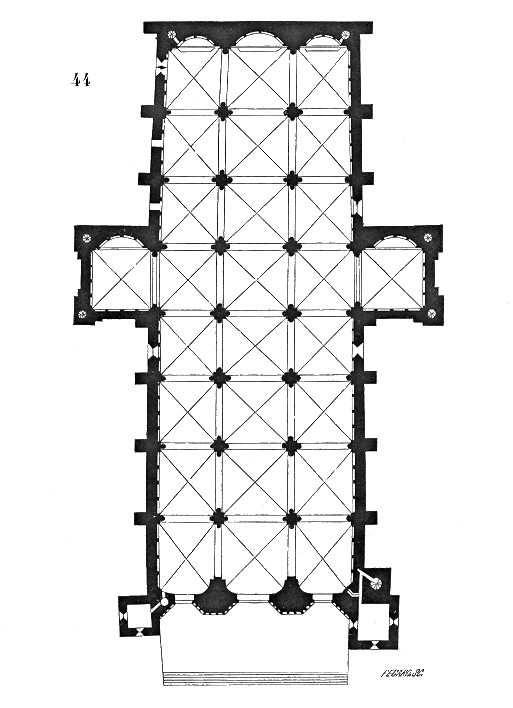
Plattegrond

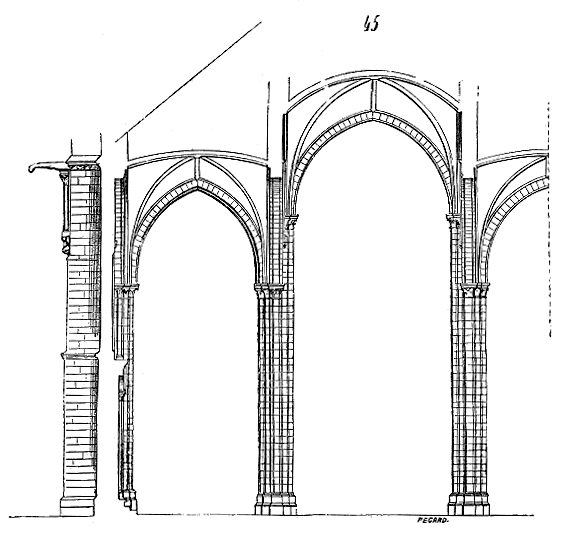
Dwarsdoorsnede, middenbeuk met de beide iets lagere zijbeuken

De bouw begon met het koor, werd voortgezet met het transept en het middenschip en afgerond met de westelijke gevel. Zoals bij veel andere kerken in Frankrijk kwamen de torens veel later.
De verschillende bouwperioden zijn zowel aan de buiten- als aan de binnenzijde duidelijk te herkennen. De eerste gewelven van de beide oostelijke traveeën en van de zuidelijke dwarsbeuk zijn met dikke kruisribgewelven uitgevoerd. Net als bij de kooromgang van de Kathedraal van Saint-Denis, het uitgangspunt van de gotische gewelventechniek, werd afgezien van de decoratieve maar irrelevante sluitstenen. Hoe verder de bouw naar het westen toe vorderde, des te verfijnder werden de ribgewelven, terwijl de zijmuur de vormen van de hooggotiek verkreeg.
De westelijke gevel dateert grotendeels uit het midden van de 13e eeuw. De drie westelijke portalen met timpanen herinneren aan de grote kathedralen van het Huis Capet in Île-de-France en omgeving. Het systeem met drie portalen was al toegepast bij de blinde arcades van de romaanse abdijkerk Notre-Dame la Grande, die in 1150 in Poitiers was voltooid. De bogen in de westgevel van de kathedraal van Saint-Pierre tonen de opstanding van de doden in het lagere deel van het middelste portaal, daarboven de gezegenden en de verdoemden, bovenaan Jezus als wereldrechter. In het linker portaal de Maria Hemelvaart en de Kroning van Maria, in het rechter portaal de ongelovige Thomas. De  beelden verloren hun kledingstukken tijdens de Franse Revolutie. Het roosvenster boven de portalen is bewaard gebleven.
Het interieur is typisch voor de Poitou, maar het ontwerp met gotische gewelven is een innovatie. Deze constructie is indrukwekkender dan bij de Romaanse hallenkerken met hun tongewelf, zoals ze sinds de 11e eeuw zijn gebouwd. Daarnaast is het middenschip van de kathedraal met een lengte van bijna 100 meter en een hoogte van 27 meter beduidend groter dan de romaanse, en veel andere kerken.
Omdat Hendrik de Leeuw en Bernhard II van Lippe hun verbanning grotendeels niet in Engeland, maar in West-Frankrijk doorbrachten, nemen kunsthistorici aan dat bij de invoering van de gotische hallenkerken in Westfalen en van daaruit in Duitsland en grote delen van Midden-Europa, de kathedraal van Poitiers als voorbeeld diende.
In tegenstelling tot de basiliek, hebben de middenbeuk en zijbeuken van een hallenkerk ongeveer dezelfde hoogte, zodat een van de kenmerken van dit gebouwtype de afwezigheid is van een lichtbeuk: de zijmuur van het middenschip stijgt over de volle hoogte tot aan het dakgewelf. Lichtinval komt niet van bovenaf door een onafhankelijke raamzone, zoals in het aanzienlijk verhoogde middenschip van de basiliek, maar alleen van de zijkanten.
Een bijzonderheid is het muurlabyrint van iets minder dan een meter in diameter, uitgehouwen in de zuidelijke zijmuur in het derde travee van het middenschip. Het is niet duidelijk of dit het plan is van een labyrint op de kerkvloer dat eerder verloren is gegaan. Het derde travee werd namelijk vaak gekozen als locatie voor het vloerlabyrint in andere kerken.

## Vensters

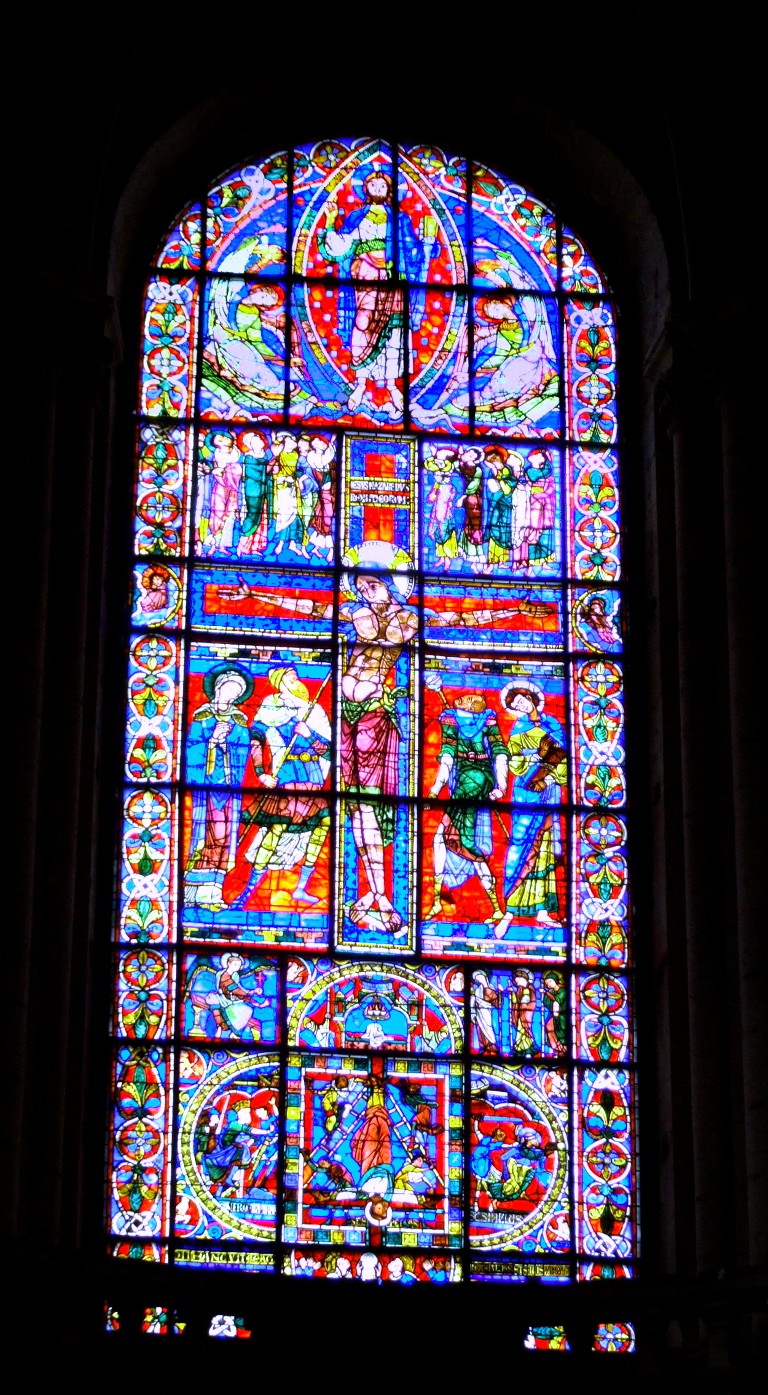
Kruisigingsvenster

Van betekenis zijn de glas-in-loodramen van het koor en de dwarsbeuk: het zijn meest originelen uit de 12e en 13e eeuw.
Opmerkelijk is het venster in de apsis, dat wordt gedateerd op de 2e helft van de 12e eeuw en dat daarmee een van de oudste in Frankrijk bewaard gebleven gebrandschilderde ramen is - Volgens verschillende bronnen zelfs het oudste van het christendom. Gelet op de vroege periode van ontstaan heeft het buitengewone afmetingen (8,35 m × 3,10 m). Dit meesterwerk, naar het centrale motief ook Kruisigingsvenster genoemd, kan in drie delen worden onderscheiden. Van onder naar boven het martelaarschap van de naamgever van de kerk, Petrus en Paulus, daarboven Jezus aan het kruis en geheel boven de hemelvaart van Jezus. Voorts zijn te zien de opstanding van Jezus, het lege graf met daarbij een engel, en geheel onderaan koning Hendrik II van Engeland en zijn vrouw Eleonore van Aquitanië.
De Franse Staat nam de bekostiging over van de complete restauratie van het meesterwerk, in december 2004 uitgevoerd door specialisten van de werkplaats Barthe-Bordeau; daarmee was een bedrag van ruim 170.000 Euro gemoeid.

## Meubels en domschatten
Het koorgestoelte, waarvan wordt aangenomen dat het een geschenk is van bisschop Jean de Melun (bisschop van 1235 tot 1257), is een van de oudste, mogelijk zelfs  de  de oudste van Frankrijk. Van de oorspronkelijk bestaande koorstoelen zijn er nog 37 aan elke kant overgebleven. In de hoge achterwand zijn de zwikken tussen de bogen versierd met religieuze en profane motieven met grote variëteit. Ze tonen onder andere de maagd, engelen, dieren, mythische dieren en taferelen uit het dagelijks leven.
De andere eerder aanwezige kerkmeubelen werden het slachtoffer van de destructie van de Revolutionairen in de 18e eeuw. Ze werden na de revolutie vervangen door voorwerpen uit de omliggende kloosters en abdijen die tijdens de revolutie werden vernietigd. Het marmeren altaar (eind 17e eeuw) van de middelste apsis komt van de benedictijnse abdij La Trinité, het grote houten retabel (17e eeuw) in de zuidelijke dwarsbeuk van het dominicanenklooster. Een retabel van eikenhout (18e eeuw) in de noordelijke dwarsbeuk komt van een kapucijnerklooster, de tabernakel (1700–1701) van een karmelietenklooster. Een preekstoel en een biechtstoel (beide 18e eeuw), schilderijen en beelden (16e/17e eeuw) completeren het meubilair van de kathedraal.
De domschat met cult- en kunstvoorwerpen (12e - 17e eeuw) wordt tentoongesteld in de zuidelijke toren.

## Afbeeldingen

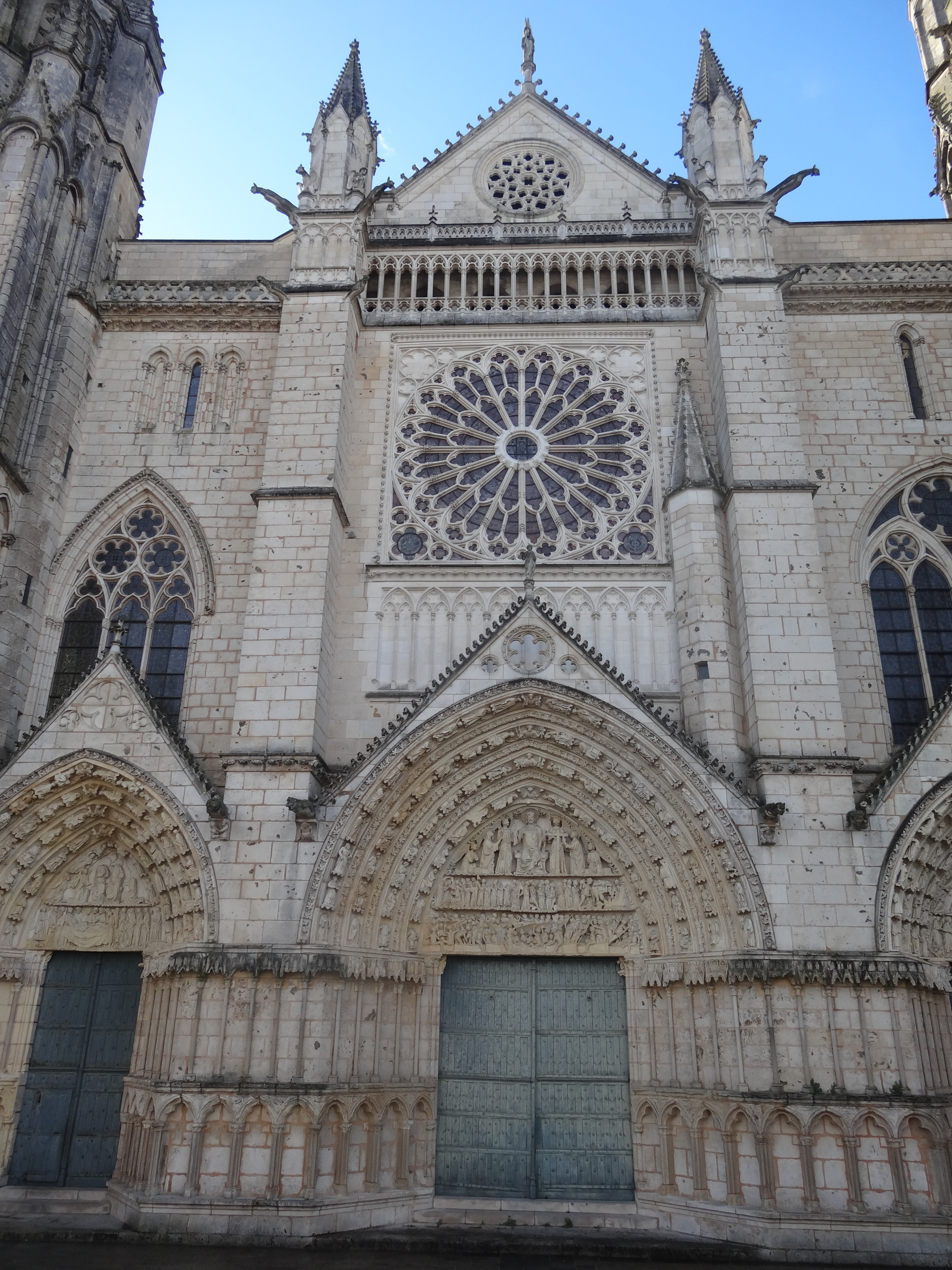
Voorgevel met hoofdportaal
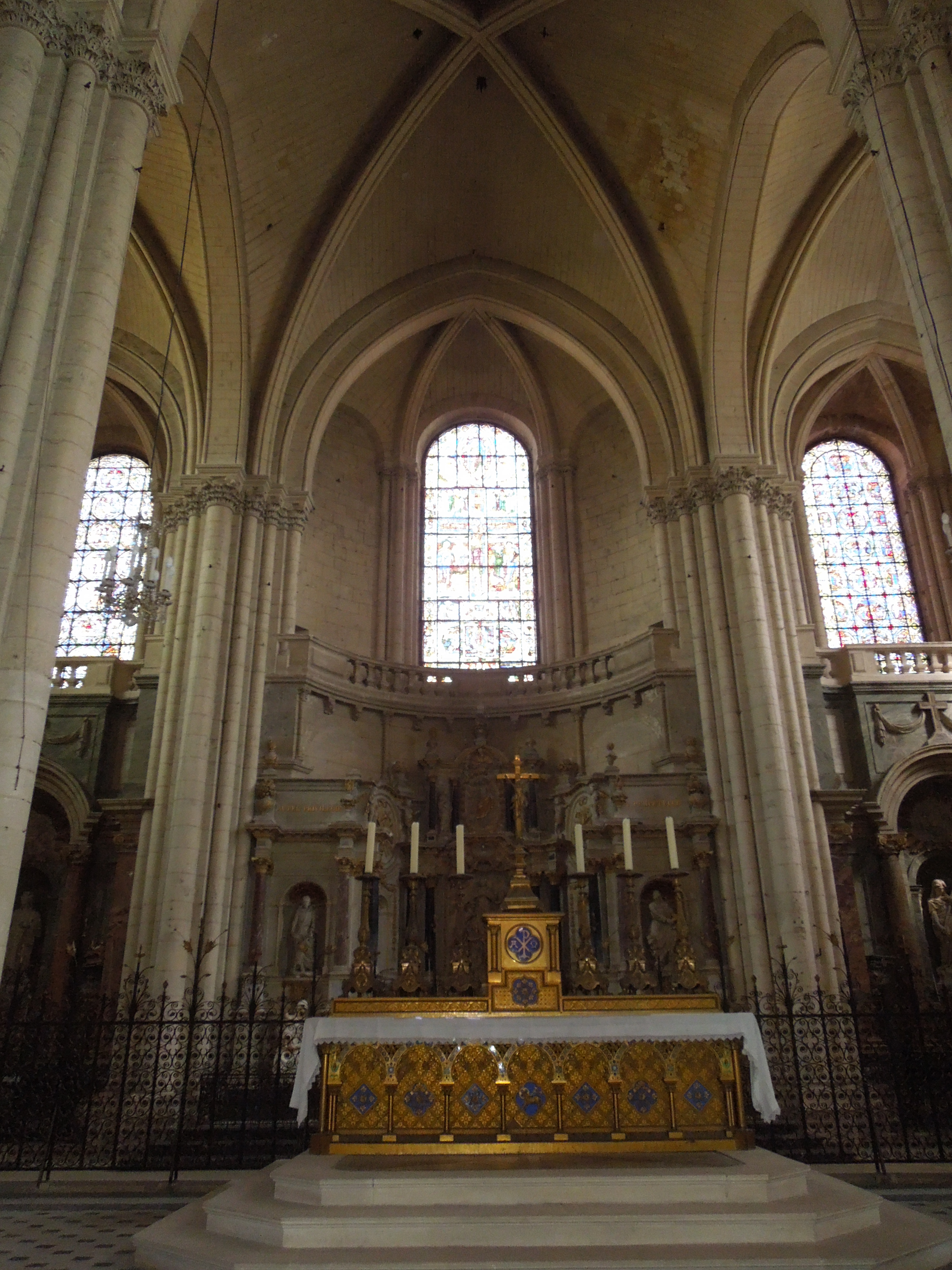
Hoogaltaar
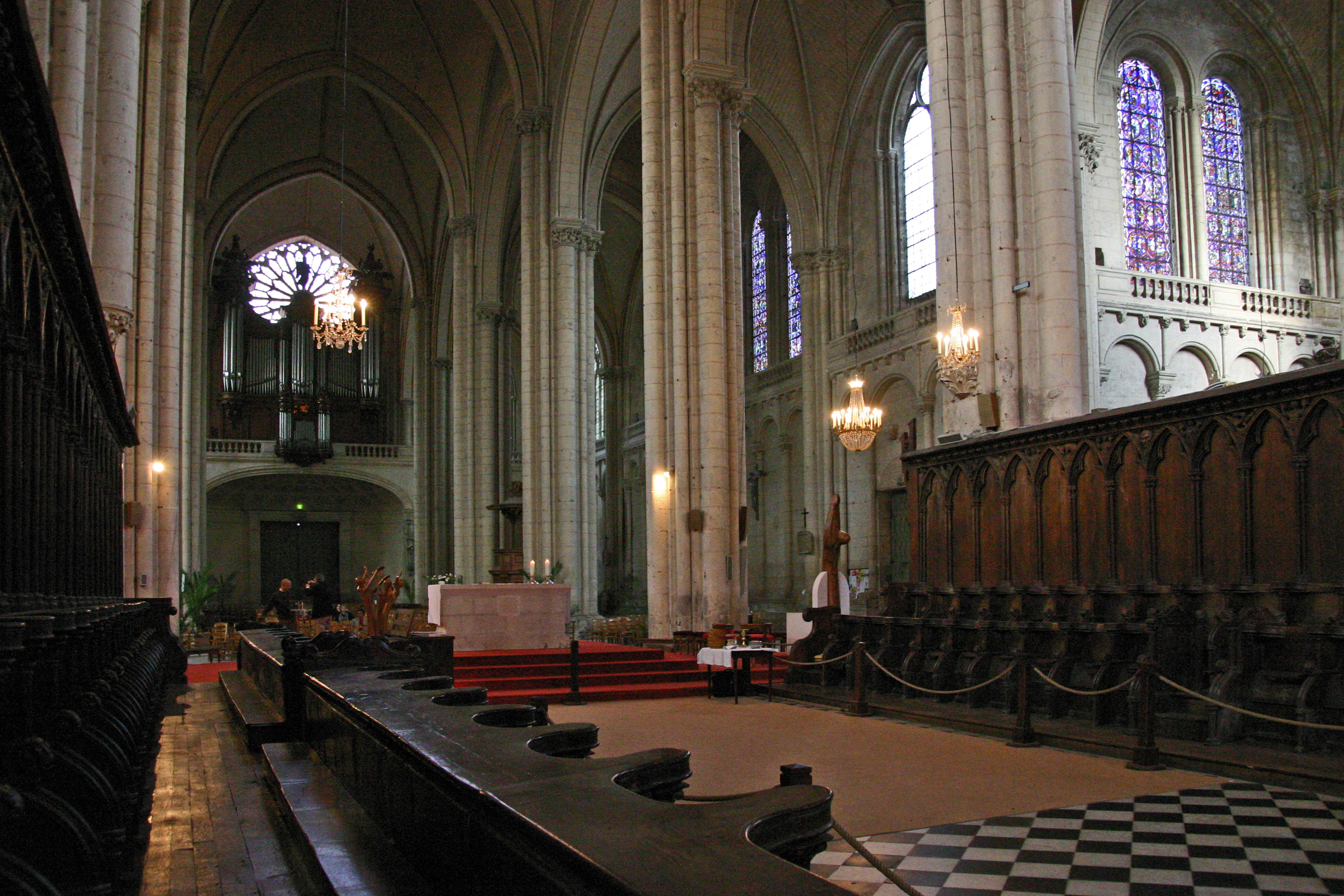
Koorbanken
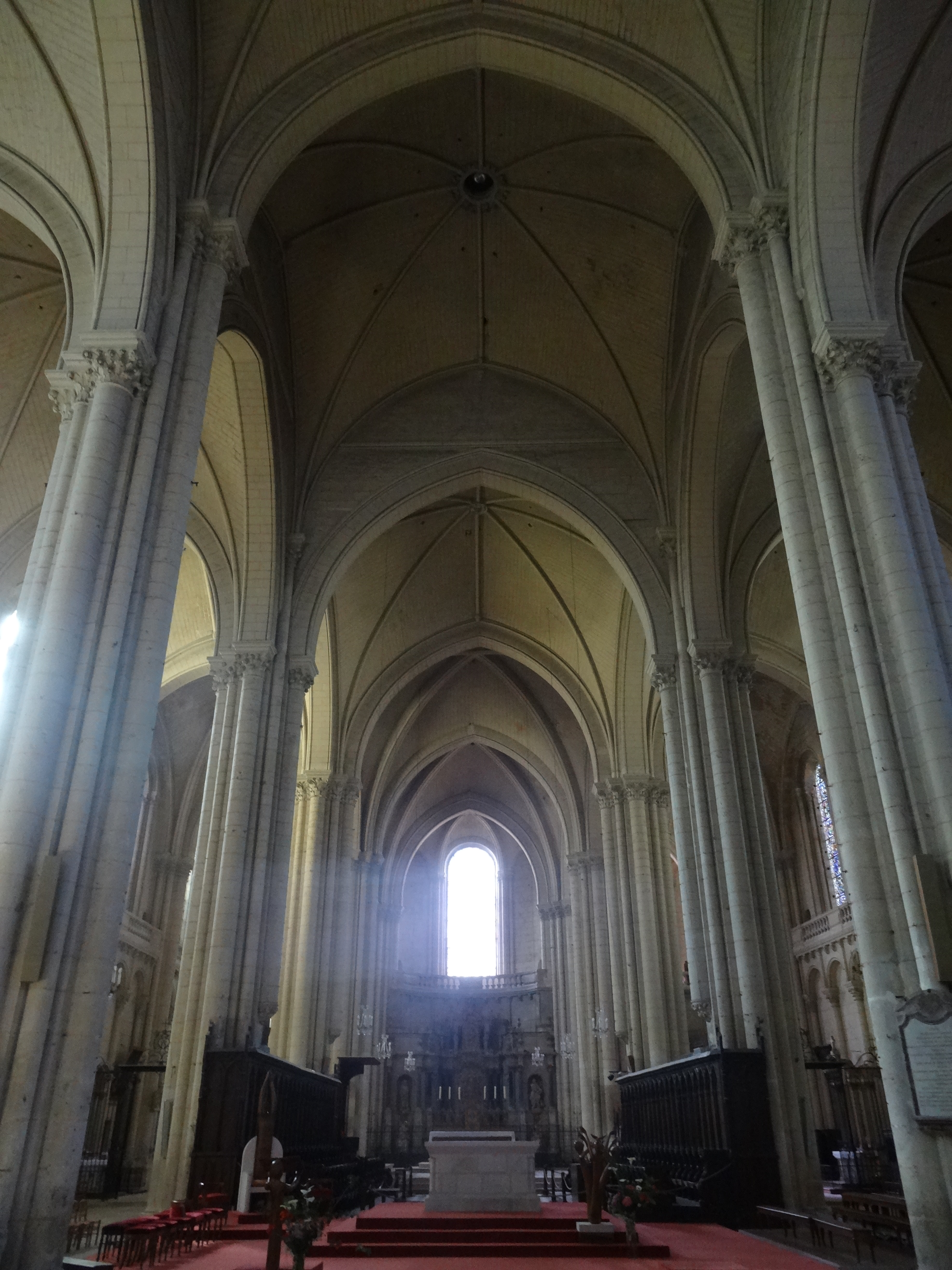
Zicht op het koor met achteraan het hoogaltaar
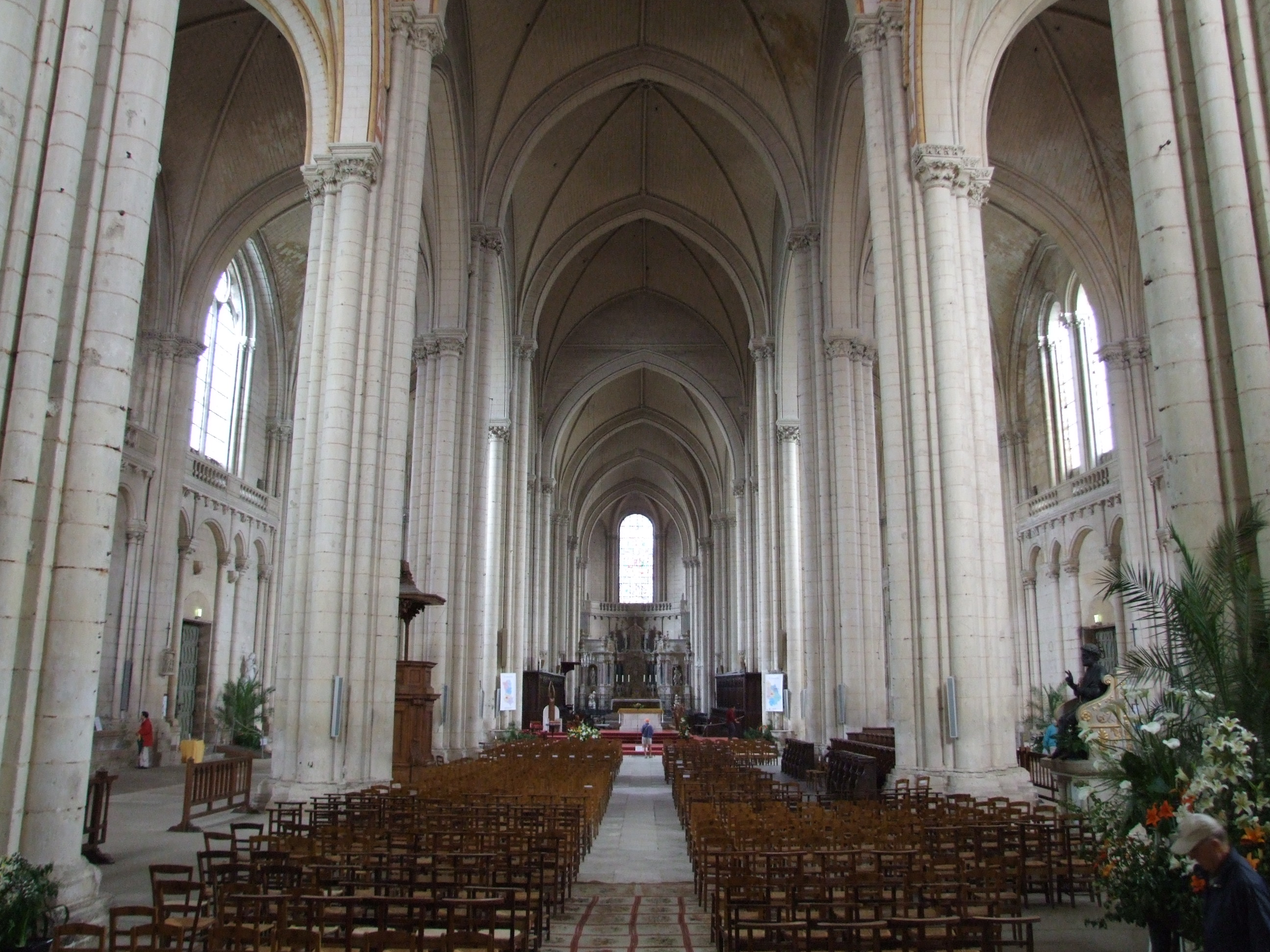
Middenbeuk, daarachter koor en hoogaltaar
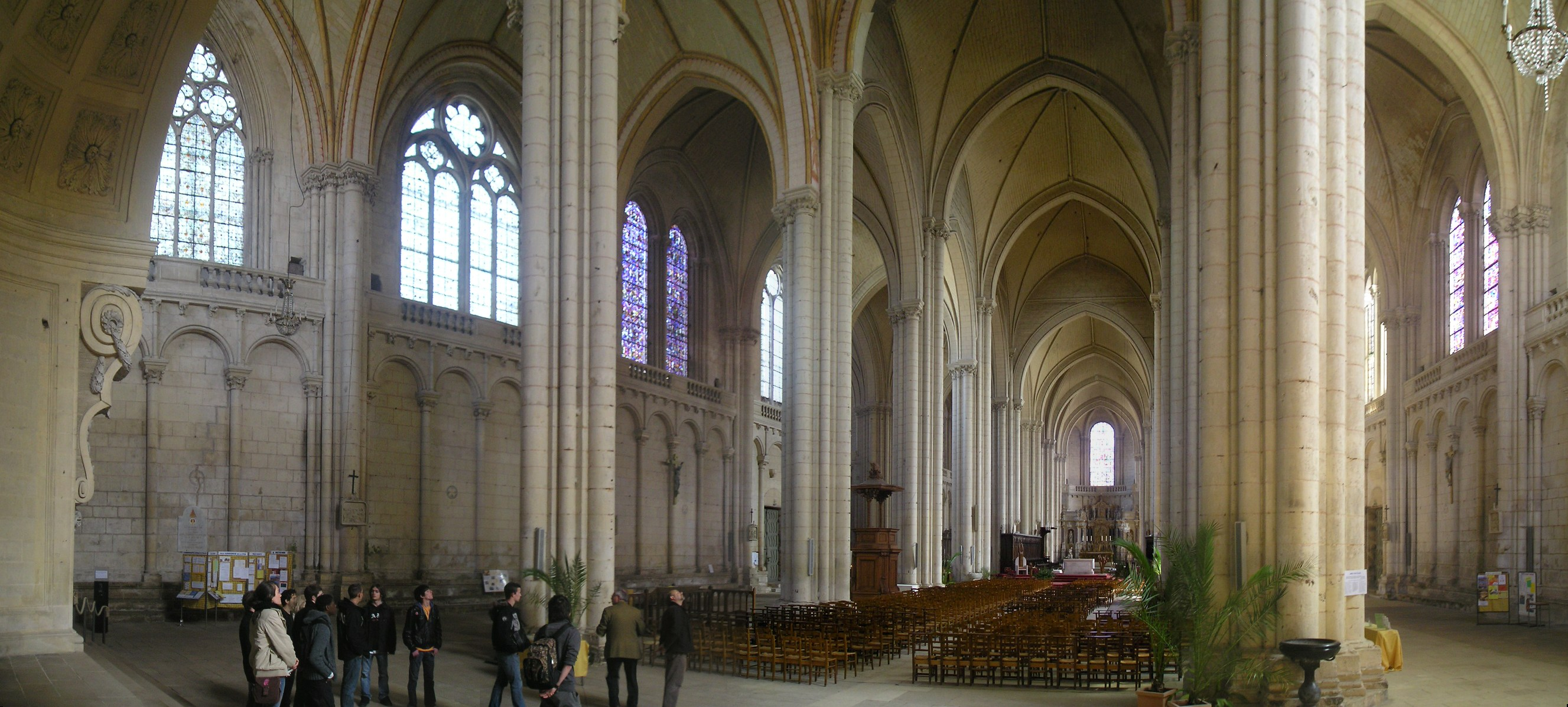
Middenschip, panoramisch zicht

Aix · Albi · Amiens · Auch · Auxerre · Bayeux · Bayonne · Beauvais · Béziers · Bordeaux · Bourges · Carcassonne · Châlons · Chartres · Clermont-Ferrand · Dijon · Évreux · Laon · Le Mans · Limoges · Lisieux · Lyon · Meaux · Metz · Nantes · Narbonne · Nevers · Orléans · Parijs · Poitiers · Quimper · Reims · Rodez · Rouen · Sées · Sens · Soissons · Straatsburg · Toul · Toulouse · Tours · Troyes